# Idola Saint-Jean, l'insoumise
Idola Saint-Jean, l'insoumise est une biographie de la féministe québécoise Idola Saint-Jean, écrite par les historiennes Marie Lavigne et Michèle Stanton-Jean et publiée en 2017 aux Éditions du Boréal.
Les deux auteures sont historiennes de formation, et ont toutes deux occupé des postes importants aux gouvernements provincial, au Québec, et fédéral au Canada. Elles ont notamment publié, avec les historiennes Micheline Dumont et Jennifer Stoddart, une monographie intitulée L’histoire des femmes au Québec depuis quatre siècles.
Idola Saint-Jean, l'insoumise est une biographie savante, respectant les normes éditoriales universitaires. Afin d'écrire la biographie, les auteures ont parcouru divers centres d’archives (notamment les Bibliothèques et Archives nationales du Québec et Bibliothèques et Archives Canada), en plus d’archives privées, d’articles de journaux, de livres et de brochures.

## Contexte historiographique
Idola Saint-Jean restait, jusqu’à la publication de ce livre, une personnalité relativement oubliée, ce que les auteures considèrent « une grave injustice ». Elle n’était généralement que l’objet d’articles ou de sections d’ouvrages collectifs au sujet du suffrage féminin: aucune monographie ne lui était entièrement consacrée. C’était donc l’objectif principal des auteures que de rétablir la place d’Idola Saint-Jean dans l’histoire du militantisme féministe québécois, aux côtés des autres figures influentes de ce mouvement, notamment Thérèse Casgrain et Marie Gérin-Lajoie.
Cet ouvrage s’inscrit, entre autres, dans deux mouvements historiographiques : l’histoire du féminisme québécois et l’histoire des biographies.

### Historiographie du féminisme québécois
Le souci de composer des œuvres savantes sur des groupes marginaux, incluant les femmes, naît dans les années 1950, dans les milieux universitaires anglo-saxons; au Québec il faut attendre la fin des années 1960 (après la période souvent qualifiée de Révolution tranquille) pour que ces groupes apparaissent sur la scène publique. C’est alors qu’émerge l’histoire sociale en tant que champ disciplinaire au Québec, qui privilégie les groupes, au détriment de l’histoire politique (largement dominée par les actions des individus puissants, souvent masculins) . L’histoire féministe québécoise a évolué depuis les années 1960, pour dépasser les seules biographies de « grandes femmes », afin de constituer des histoires de groupes ou de personnalités moins connues; ce nouveau type d’histoire s’appuie largement sur les nouvelles théories du genre et des concepts de pouvoir , énoncées par Joan W. Scott en 1986, dans un article intitulé « Le genre : une catégorie utile d’analyse historique ». En effet, une des plus grandes critiques attribuées à cette première poussée du féminisme dans l’historiographie était que l’histoire du féminisme n’était pas, dans la façon même qu’elle était constituée, reliée au reste de la société – le féminisme ne concerne que les femmes. Donc, un ouvrage historique comportait un chapitre séparé sur les femmes, au lieu d’intégrer l’expérience du genre dans l’ensemble du récit . Aujourd’hui, les travaux universitaires féministes, ou sur le féminisme, tentent d’intégrer les mouvements, mais aussi les actions des femmes, dans la société. Lavigne et Stanton-Jean, dans cet ouvrage, décrivent la vie d’une féministe influente tout en l’inscrivant dans la société québécoise de la première moitié du XXe siècle.

### Historiographie des biographies
Les premières biographies datent de l’Antiquité. On les voyait alors comme un genre littéraire plutôt qu'une œuvre scientifique sérieuse. Ces biographies étaient consacrées aux grands hommes, aux héros, aux conquérants, et ceux-ci servaient de modèles. Au Moyen Âge, le genre biographique change quelque peu. On publie alors des hagiographies, soit les vies des saints . À l’époque du développement de l’histoire en tant que science, au milieu du XIXe siècle, la biographie est progressivement rejetée par la communauté historienne. Celle-ci juge que les biographies contiennent des faits qui ne peuvent être sérieusement validés. Le genre littéraire biographique demeure néanmoins très populaire. Puis, les biographies d'hommes illustres deviennent, avec le développement du nationalisme (ou l’État-nation) comme concept politicophilosophique, véhiculaires d’une identité nationale. Aujourd’hui, la biographie est acceptée dans les milieux universitaires si elle est composée de manière savante.
Sachant qu’Idola Saint-Jean n’avait jamais fait l’objet d’une biographie, les deux auteures ont parcouru différents fonds d’archives pour obtenir les informations dont elles avaient besoin. La biographie est bien conçue comme une œuvre visant un public savant, ce qui est indiqué par un souci de respecter certaines normes éditoriales. Les pièges qui entourent la composition de biographies savantes sont bien connus aujourd’hui : la tendance à développer une empathie envers le sujet de recherche, ainsi que la tendance à donner un récit conducteur, ou des intentions particulières, à son sujet alors qu’aucune source n’indique quoi que ce soit de la sorte . Lavigne et Stanton-Jean annoncent dès la préface, et ne cachent pas, leur attachement au sujet d’étude; Stanton-Jean a d’ailleurs déjà publié une contribution au sujet d’Idola Saint-Jean dans un cahier intitulé Mon héroïne en 1981.

## Description du contenu
Cette biographie de 384 pages est divisée en 4 sections distinctes : la première partie comprend les 10 premiers chapitres, la seconde partie compte les chapitres 11 à 21 inclusivement, la troisième partie, ceux entre 22 et 31 et finalement la dernière partie, 32 à 34. Une conclusion est apposée à la fin de la biographie suivi de la postface, de la chronologie abordée, de la bibliographie et de l’index. Le plan de la biographie est d’abord chronologique : les quatre grandes sections suivent la trajectoire de vie d’Idola Saint-Jean dans le temps. Les chapitres insérés dans les sections, sont, pour leur part, ordonnés thématiquement.

Dès les prémices de leur livre, les auteures justifient leur recherche : elles veulent combler le silence entourant la vie d’Idola Saint-Jean, un des personnages les plus importants de l’histoire féministe québécoise. En effet, l’activiste, étant fille unique et n’ayant jamais fondé de famille, décède sans proche pour assurer sa mémoire. Ainsi, selon les auteures, elle tombe vraisemblablement dans l’oubli. En puisant dans les archives personnelles et professionnelles d’Idola Saint-Jean, Stanton-Jean et Lavgine tentent de faire planer une lumière sur la vie et les idées de cette femme « insoumise ». Stanton-Jean et Lavigne poursuivent leur biographie par une explication du titre de leur œuvre. En effet, elles étayent leur choix du descriptif « insoumise » en exprimant toutes les manières par lesquelles Idola Saint-Jean se rebellait « contre les préjugés et le rôle traditionnel assigné aux femmes » . Elles confirment, par la même occasion, plusieurs thèmes qui seront discutés au fil de leur biographie : son indépendance (à la fois face à l’Église et au mariage); son autonomie financière; sa manière brutale de critiquer la société; sa solidarité envers les femmes et les démunis; etc. Ce caractère « insoumis » serait aussi responsable, selon les auteures, du silence entourant l’histoire d’Idola Saint-Jean .

### La première partie
Cette section du livre aborde des sujets plus personnels que les autres. On y voit, effectivement, l’enfance et l’éducation de Saint-Jean. Dans la première moitié de cette partie, on voit les rêves d’un jour devenir actrice de la jeune Idola, ayant grandi dans une famille bien établie de Montréal. Les auteures présentent également l’amour naissant pour la littérature de la jeune femme et son amitié grandissante avec le poète Emile Nelligan. Puis, à partir du chapitre 5 est abordé le décès du père de Saint-Jean, laissant sa famille dans une position délicate. En effet, la jeune fille doit délaisser son désir de réaliser des performances pour pratiquer une profession dont le revenu est plus stable. Elle se lance donc dans des études de diction dans une université parisienne. Revenue au Québec, elle enseigne pendant de nombreuses années. Elle prend simultanément de plus en plus de place sur la scène littéraire en écrivant et dirigeant des pièces de théâtre. Les derniers chapitre de cette section aborde son emploi à l’Université McGill en tant qu’enseignante de français et la passion avec laquelle Saint-Jean protège et promeut sa langue maternelle. 

### La deuxième partie
Cette section, plus étoffée que la première, immerge le lecteur dans le féminisme du milieu du XXe siècle. On y voit l’implication d’Idola Saint-Jean dans le milieu féministe. Elle rejoint l’Association artistique des dames canadiennes affiliée à la Fédération nationale Saint-Jean-Baptiste. Puis, au chapitre 12, les auteures abordent la Première Guerre mondiale et ses effets sur le développement du féminisme. C’est après ce terrible évènement qu’est accordée, aux Canadiennes, le droit de voter. Dans cette section, on voit donc la lutte d’Idola Saint-Jean pour le suffrage au niveau provincial; une lutte qu'elle mènera pratiquement toute sa vie. 
Cette section aborde aussi la singularité du féminisme d’Idola Saint-Jean. Le chapitre 14 trace une ligne entre Idola Saint-Jean et quelques autres  féministes célèbres de l’époque notamment en abordant le thème de la philanthropie.  La plupart des féministes de l’époque, mariées à des hommes politiques importants et de bonnes familles, sont de grandes philanthropes tentant de redonner aux démunis. Pour Saint-Jean, la cause va plus loin : ce sont les inégalités sociales elles-mêmes qu’il faut combattre. Le chapitre témoigne donc de cette différence dans l’activisme d’Idola Saint-Jean. Vers la fin de la section, l’utilisation des médias est discutée. On y voit comment Idola Saint-Jean essayait d’être le plus active possible sur la scène médiatique pour que son message soit entendu. Contrairement à plusieurs féministes décrites comme « douces » dans le livre, elle veut choquer pour qu’on la prenne au sérieux. La dernière grande différence soulevée dans son activisme lors de cette seconde section est son refus du mariage. Un chapitre entier est dédié à son amour pour Christian, son prétendant, mais son amour encore plus grand pour la cause.

### Troisième partie
La troisième partie, suite logique de la seconde, montre l’intensification de l’implication d’Idola Saint-Jean et sa diversification. Les premiers chapitres de cette section se concentrent surtout sur l’importance du suffrage féminin pour Saint-Jean. On voit sa lutte au sein du Comité provincial pour le suffrage féminin (CPSF) auprès de Marie Gérin-Lajoie. Puis, les auteures abordent les dissensions entre Saint-Jean et le CPSF et la création de l’Alliance canadienne pour le vote des femmes du Québec. Un chapitre est aussi dédié à la présentation de Saint-Jean aux élections fédérales sous un programme féministe et les répercussions positives qu’ont eu une action d’une telle envergure sur l’avancement de la cause féministe québécoise . Puis, Stanton-Jean et Lavigne étayent l’implication d’Idola Saint-Jean en politique municipale, en droit du travail, en justice sociale et au comité pour le maintien de la paix à l’international. Cette troisième partie, l’une des plus longues de la biographie, tentent de cerner l’impact des idées et des actions de Saint-Jean sur ses proches et sur la société.

### Quatrième partie
Cette section, nettement plus courte que les trois autres, racontent les dernières années de la vie d’Idola Saint-Jean : son implication, surtout dans le domaine littéraire, et ses dernières victoires dont la plus importante est, bien sûr, l'obtention du droit de vote pour les Québécoises.

### Conclusion
Dans leur conclusion, les auteures reviennent sur les thèmes principaux ayant été traités dans la biographie et particulièrement sur la singularité du personnage d'Idola Saint-Jean et sur l'impact qu'a eu son passage sur la modernité sociale québécoise . 

## Réception critique et universitaire
Cette biographie d’Idola Saint-Jean parue en 2017 a été généralement bien accueillie par la communauté scientifique, malgré le peu de comptes rendus produits sur le sujet. Alors que L’Histoire des femmes au Québec depuis quatre siècles écrit en 1982 par le Collectif Clio, dont les auteures faisaient partie, avait soulevé un véritable débat historiographique sur la place de l’histoire des femmes dans le récit national québécois, cette biographie d’Idola Saint-Jean, bien qu’attendue par plusieurs, est passée relativement inaperçue. Les historiens et les historiennes abordant l’histoire féministe québécoise ont cependant, souligné l’importance de cette biographie puisqu’elle a dévoilé un personnage généralement oublié par l’histoire en raison de son parcours unique. En effet, on considère Idola Saint-Jean comme plus radicale que ses paires, entre autres, puisqu’elle n’a pas choisi les voix de l’Église ou du mariage, mais également en raison de son militantisme.
L'historienne et doctorante de l'Université du Québec à Montréal Camille Robert souligne, dans son compte-rendu du Bulletin d'histoire politique, que malgré qu’Idola Saint-Jean soit présentée comme une exception parmi ses contemporaines, les auteures de la biographie ont su bien contextualiser ses actions et les replacer dans « leur dimension collective ».  L'historienne Micheline Dumont, professeure émérite de l'Université de Sherbrooke, dans son article «Une femme hors norme» publié dans Les Cahiers de lecture de L’Action nationale, n’adhère pas à cette idée. Elle affirme effectivement que les auteures, dans leur volonté de réparer le « silence » entourant Idola Saint-Jean dans le récit collectif, ont eu recours à une sorte d’ « exceptionnalisme ». Camille Robert définit ce concept comme  un phénomène « qui pourrait amener à considérer comme dignes d’intérêt que les femmes qui ont accompli des activités normalement réservées aux hommes ». L'historienne et professeure de l'Université de Sherbrooke Louise Bienvenue penche également du côté de Dumont. Elle soutient que Saint-Jean est souvent décrite comme un « cavalier seul » .  Selon Bienvenue, cela est attribuable aux sources, qui sont, pour la plupart, issues des archives privées d’Idola Saint-Jean et qui témoignent de la vision que cette dernière avait des faits. On indique donc, que si Stanton-Jean et Lavigne avaient procédé à une meilleure analyse des sources, en critiquant les écrits de Saint-Jean, le portrait tracé de la féministe aurait moins été teinté d’ « exceptionnalisme ».  Dans la même vague, Bienvenue et Dumont s’attristent également du l’absence des recherches de la sociologue Diane Lamoureux dans la biographie puisque celles-ci abordent, justement, les idées politiques « radicales » d’Idola Saint-Jean. Néanmoins, la plupart des comptes rendus célèbrent le très grand travail de recherche de Stanton-Jean et Lavigne qui ont visité plusieurs centres d’archives afin d’obtenir assez d’informations pour étoffer leur biographie. L'étudiante à la maîtrise en histoire Marilou Tanguay, dans sa recension pour Histoire engagée, dénombre d’ailleurs les sources utilisées en plus des archives personnelles de Saint-Jean : « archives des institutions qu’elle a fréquentées, archives de la Ville de Montréal, articles de quotidiens, fonds des organisations dans lesquelles elle s’est impliquée, recensements, Annuaire Lovell, pour ne nommer que celles-ci ». Néanmoins, Tanguay souligne que malgré le travail de recherche de longue haleine, une biographie demeure une « création puisqu’évidemment, elle est l’œuvre d’une interprétation ». Elle affirme que les auteures ne mentionnent pas assez « leur participation subjective » qui est probablement, selon Tanguay, responsable pour la présence d’« exceptionnalisme ».
Finalement, certains des comptes rendus critiques abordent la forme que prend l’œuvre de Stanton-Jean et Lavigne. Robert note rapidement que les quatre parties constituant l’œuvre sont inégales : la première et la dernière étant nettement plus petites que les deuxième et troisième constituant le cœur de la biographie. Tanguay, pour sa part, déplore la structure généralement thématique que prend la biographie. Elle soutient que cette forme amène, d’une part, plusieurs répétitions à travers l’œuvre. Elle affirme, de plus, que le plan thématique crée une certaine distance entre les différents éléments de la vie de Saint-Jean, ce qui rend la mise en relation difficile. Robert y voit plutôt un avantage : les chapitres étant écrits sur une base thématique, il est possible pour le lecteur de les lire individuellement, sans nécessairement s’attarder à l’œuvre entière. Cet aspect peut faciliter des recherches, par exemple. Malgré les points négatifs de certains comptes rendus, toutes s’entendent pour dire que la lecture de l’œuvre est facile et fluide. Stanton-Jean et Lavigne auraient bien réussi à vulgariser l’histoire d’Idola Saint-Jean et l’histoire du féminisme, de sorte que la lecture peut convenir aux amateurs autant qu’aux experts.